# Ammoecius muchei
Ammoecius muchei är en skalbaggsart som beskrevs av Rudolph Petrovitz 1963. Ammoecius muchei ingår i släktet Ammoecius och familjen Aphodiidae. Inga underarter finns listade i Catalogue of Life.